# Симон бар Кохба
Симон бар Кохба (арам. Син звезде), вођа јеврејског устанка у Палестини 132. године по Христу. Разлог устанка је била намера цара Хадријана да Јерусалим обнови у стилу грчко-римских градова са храмом посвећеним Јупитеру на месту старог јеврејског храма. Бар Кохба је тврдио да је Месија који ће ослободити Израел од Римљана. Рат је потрајао од 132—135. године, и био је последњи од три Римско-Јеврејска сукоба, али је уједно сматран и као - Други Устанак - од стране појединих историчара (ако не рачунамо мањи окршај од 115 - 117 године, под именом Китосов рат).
Обе стране су претрпеле велике губитке, са римске стране је изгубљена једна цела легија (Легија XXII Деиотариана) уз велике губитке других. Са Јеврејске стране се процењује губитак од 200 000 - 400 000 бораца, али највећи губици су кренули губитком рата и спроведеним погромом цивила. Име Бар Кохбе помиње се само у хришћанским изворима. 